# Liste des municipalités des Territoires du Nord-Ouest
Les Territoires du Nord-Ouest au Canada ont trente-quatre municipalités et communautés.
- Haut – A
- B
- C
- D
- E
- F
- G
- H
- I
- J
- K
- L
- M
- N
- O
- P
- Q
- R
- S
- T
- U
- V
- W
- X
- Y
- Z

## A
- Aklavik

## B
- Behchokǫ̀

## C
- Colville Lake

## D
- Délı̨nę
- Dettah

## E
- Enterprise

## F
- Fort Good Hope
- Fort Liard
- Fort McPherson
- Fort Providence
- Fort Resolution
- Fort Simpson
- Fort Smith

## G
- Gamèti

## H
- Hay River Reserve
- Hay River

## I
- Inuvik

## J
- Jean Marie River

## K
- Kakisa

## L
- Łutselk’e

## N
- Nahanni Butte
- Ndilǫ
- Norman Wells

## P
- Paulatuk

## S
- Sachs Harbour

## T
- Trout Lake
- Tsiigehtchic
- Tuktoyaktuk
- Tulít’a

## U
- Ulukhaktok

## W
- Wekweètì
- Whatì
- Wrigley

## Y
- Yellowknife